# Арутюнян, Элмир Татулович
Элмир Татулович Арутюнян — (арм. Էլմիր Թաթուլի Հարութունյան), советский государственный деятель, токарь по профессии. Депутат Совета Национальностей Верховного Совета СССР 11 созыва (1984-1989) от Армянской ССР. Народный депутат СССР от Ереванского — Шаумянского национально-территориального избирательного округа № 391 Армянской ССР, член Комитета Верховного Совета СССР по вопросам гласности, прав и обращений граждан. Член КПСС. Академик Международной академии наук о природе и обществе (1999). Лауреат Государственной премии Армянской ССР (1980).

## Биография
Родился 24 апреля 1938 года в Ленинакане (ныне Гюмри).
Окончил финансовый факультет Ереванского института народного хозяйства в 1977 году.
В период с 1958 по 1989 годы работал на производстве токарем, бригадиром, начальником участка. На 1989 год — бригадир инструментальщиков Ереванского производственного объединения «Электро-прибор».
Депутат Шаумяновского райовета Еревана (1975—1979), депутат Ереванского горсовета (1979—1984).
В 1989—1992 годах работал в Финансово-счётном комитете Верховного Совета СССР.
С 1993 года — декан факультета международных отношений Ереванского института востоковедения им. Лазаряна.

## Награды
- Орден Трудового Красного Знамени (1967)
- Орден Октябрьской Революции (1976)
- Орден Ленина (1986)
- Почётный гражданин Еревана (1987)